# Aiguafreda
Aiguafreda – miasto w Hiszpanii, we wspólnocie autonomicznej Katalonii, w zespole miejskim Barcelony. Znajduje się w pobliżu masywu Montseny. Ma populację 2190 i zajmuje powierzchnię 7,96 km².